# 倪光道
倪光道（1941年—），汉族，中华人民共和国政治人物、第十一届全国政协委员。
担任中国基督教三自爱国运动委员会副秘书长、浙江省基督教协会副会长。2008年，当选第十一届全国政协委员，代表宗教界，分入第五十一组。